# Mariner–6
A Mariner–6 az amerikai Mariner-program hatodik űrszondája, Mars-szonda,

## Küldetés
A NASA 1969-ben ugyanabban az indítási ablakban állította pályára a Marshoz a Mariner–6-ot és a Mariner–7-et. Cél a Mars felderítésének segítése.

## Jellemzői
A Mariner űrszondákat a NASA Jet Propulsion Laboratoryumában fejlesztették, irányításával építették. Üzemeltette a NASA és a Office Space Science and Applications (OSSA) .
Megnevezései: Mariner–6; Mariner 69-3; COSPAR: 1969-014A. Kódszáma: 3759.
1969. február 25-én Floridából, a Cape Canaveral (KSC) Kennedy Űrközpontból, a LC–36B (LC–Launch Complex) jelű indítóállványról egy Atlas–Centaur (SLV- 3C) hordozórakétával emelkedett a magasba. Az Atlasz rakétafokozat kiégése után a Centaur fokozat gyorsította fel az űrszondát a második kozmikus sebességre, hogy a Mars közelébe kerülhessen. A fokozat kiégését követően levált az űreszköz, kinyíltak a napelem táblák. Március 1-jén a hidrazin gázfúvókák segítségével pályakorrekciót hajtottak végre.

### Felépítése
Három tengelyesen, giroszkópokkal forgás-stabilizált űreszköz. Alakja nyolcszögletű hasáb, átmérője 1,384, magassága 0,457 méter. Magnézium-ötvözetből készült a ház és az műszerek többsége. Rendelkezett kőrsugárzó rúdantennával 2,23 méter) és parabola antennával, melynek átmérője 1 méter. Energia biztosítása érdekében a hasáb oldalaihoz (tetejére) 4 napelemtáblát szereltek. A napelemek fesztávja 5,79 méter. Éjszakai (földárnyék) energia ellátását ezüst-cink akkumulátorok biztosították. Az űregység teljes tömeg 412, a műszercsomag súlya 57,6 kilogramm. Pályamódosításokhoz nitrogén gázfúvókák álltak rendelkezésre. A programellenőrző számítógép programozható. Telemetria egysége modernizált.

### Programja
Repülés közben nem volt tudományos adatgyűjtés. Július 29-én, 50 órával a legközelebbi megközelítéstől, bekapcsolták a tudományos műszereket. A következő 41 óra alatt a keskeny látószögű kamera 49 távoli fényképet (plusz 50 töredék képet) készített és a vevőállomásokra továbbított. Július 31-én 3431 kilométer közelségből további 26 közeli fényképet készített. Pályasíkjában a Mars felületének 20%-ról adott értékelhető képeket. A hűtési rendszer meghibásodása miatt az infravörös fölötti tartományból nem közvetített adatokat. A Mars elhagyását követően a csillagokról készített képeket. A képeket egy analóg tárolóba helyezte, vételi időben lejátszott. Tudományos méréseket digitális módon tárolta, majd közvetítette. Később Nap-körüli, heliocentrikus pályára állt. 1970-ben elhaladt a Nap mögött, és segítségével rádió hullámokkal is igazolták az általános relativitáselmélet helyességét.

### Műszerezettsége
A műszerrekesz forgatható egységként volt megépítve.
- Kettő televíziós kamera. Több színben (piros, zöld, kék, sárga) közepes, valamint nagy felbontású képeket készítettek.
- spektrométer (technikai okok miatt nem működött), sugárzásmérő, ultraibolya spektrométer,

1970. december 31-én befejeződött a program.

## Külső hivatkozások
- Mariner–6. lib.cas.cz. [2013. október 13-i dátummal az eredetiből archiválva]. (Hozzáférés: 2014. február 20.)
- Mariner-program. astronautix.com. (Hozzáférés: 2014. február 20.)
- Mariner–6. nasa.gov. [2014. február 25-i dátummal az eredetiből archiválva]. (Hozzáférés: 2014. február 21.)

| Elődje: Mariner–5 | Mariner-program 1962–1973 | Utódja: Mariner–7 |